# Jean-William Thoury
 (février 2015).
Si vous disposez d'ouvrages ou d'articles de référence ou si vous connaissez des sites web de qualité traitant du thème abordé ici, merci de compléter l'article en donnant les références utiles à sa vérifiabilité et en les liant à la section « Notes et références ».
Jean-William Thoury, né en 1948 dans la banlieue sud de Paris[Où ?], est un parolier, producteur de son, journaliste et critique de musique rock’n’roll.

## Biographie
En 1972, il gagne le concours radiophonique "Monsieur Pop 72", ce qui l’amène à écrire pour Pop Music, l'hebdomadaire qui sponsorise cette émission. Il y rédige des papiers sur le rock’n’roll des pionniers américains mais aussi sur les groupes français ou britanniques.
Il poursuit sa mission à Extra, Best, Feeling, Rock & Roll Musique, Rockenstock, etc. ; Chroniqueur à Jukebox magazine (depuis le premier numéro, en 1984 - jusqu'au dernier en 2020). On le lit dans Rock&Folk, Vinyle & Audio, Freeway...
En 1975, il crée le groupe Bijou en tant que parolier, manager et producteur (six albums chez Philips, 1977-85). Il est également réalisateur pour Marie France, Foxy, les Civils Radio, les Injectés, les Playboys, Dynamite, les Smarkizz, Ticket, Cat & les Solitaires, … Il écrit et supervise l'album La Clef du mystère (2001) du Flamand francophile Jan De Vos puis adapte en français des standards R&B pour Cœur & âme (2004) du même De Vos.
Il écrit aussi des paroles de chansons pour Grégoire 4, Marie France, Mike Shannon, Lou Mary, Tony Marlow, Super Wagner, Daniel Sani, etc.
Depuis toujours passionné par les motos américaines et les mouvements qui y sont liés, au début des années 1980 il cofonde le Wild Cats MC de Savigny (91). Il tient la rubrique « Quand j'entends le mot culture » dans le mensuel Wild Motorcycles puis rejoint Freeway.
Sa biographie Les Rita Mitsouko - C’est toujours comme ça (éd. La Máscara - 2000) est publiée parallèlement à deux autres ouvrages, Le Dictionnaire du rock (éd. Robert Laffont) et L’Encyclopédie du rock français (éd. Hors Collection) à la rédaction desquels il prend une part importante.
Il signe Johnny en chansons (éd. La Máscara – 2002), dictionnaire voué aux enregistrements officiels de la star qui y sont datés, référencés et replacés dans leur contexte. Selon le même principe, son Dictionnaire Gainsbourg (éd. Scali – 2007) recense plus de 800 œuvres, les situe, les explique, et en liste les interprétations.
Pour la collection "Rock & Bédé" des éditions Nocturne, il écrit les biographies de Gene Vincent, Harry Belafonte, Marlene Dietrich, Fats Domino, The Platters, Louis Prima, Hank Williams, Elvis Presley...
Il participe à 40 ans de musique au Gibus (éd. Hugo & C° - 2007) ; 100 chansons pour arrêter de fumer (éd. Fetjaine/La Martinière – 2007) puis 100 chansons pour faire l’amour (éd. Fetjaine/La Martinière – 2008).
De plusieurs années de travail résulte Gene Vincent – Le Dieu du rock'n'roll, biographie de Gene Vincent (éd. Camion Blanc – août 2010).
La bibliographie de l'auteur s'enrichit d'un nouvel ouvrage sur Hallyday, Johnny – L’Intégrale (éd. EPA-le Chêne). 
Laissant provisoirement le rock pour se consacrer à ses autres passions – la moto et le cinéma -, Jean-William Thoury rédige Bikers – Les Motards sauvages au cinéma (éd. Serious Publishing, 2013) puis, aboutissement de cinq ans de recherches : Full Patch – La Bibliothèque du motard sauvage (Serious Publishing, décembre 2018).
Il signe une longue préface pour le livre d'art Johnny à peu près, une vision fan-art (ou art brut) des œuvres réalisées par des fans de Johnny Hallyday (2022).
De la rencontre avec le pluri-instrumentiste rock marseillais Daniel Sani naît l'album Daniel Sani chante Jean-William Thoury (12 titres - Les Disques Tchoc, octobre 2023)
Concomitamment, Coup de foudre à Altamont, premier roman de Thoury, sort chez Serious Publishing.